# کانال پچورا-کاما
کانال پچورا-کاما (روسی: Канал Печора-Кама) یا گاهی کانال کاما-پچورا، کانالی پیشنهادی بود که قرار بود حوضه رودخانه پچورا در شمال روسیه اروپایی را به حوضه رود کامه، شاخه‌ای از رود ولگا، متصل کند. تکمیل این پروژه، پچورا را به سیستم آبراه‌های روسیه اروپایی، با محوریت ولگا، متصل می‌کرد - چیزی که قبل از ظهور راه‌آهن یا قبل از رسیدن اولین راه‌آهن به پچورا در دهه ۱۹۴۰ اهمیت داشت. بعدها این پروژه عمدتاً برای انتقال آب پچورا به ولگا و از آنجا به دریای خزر پیشنهاد شد.

## پیشنهادهای قرن نوزدهم
در قرن نوزدهم، ارتباط بین کاما و پچورا عمدتاً از طریق یک جاده باربری ۴۰ کیلومتری بین چردین و یاکشا انجام می‌شد. همچنین امکان استفاده از قایق‌های بسیار کوچک وجود داشت که می‌توانستند از بالاترین قسمت‌های شاخه‌های کاما و پچورا بالا بروند و کالاها را از طریق ۴ … حمل کنند. کیلومترها بار باقی مانده است. شرایط نامناسب رودخانه و جاده، حمل و نقل به داخل و خارج از حوضه پچورا را بسیار گران کرده بود و پروژه‌های مختلف بهبود، از جمله راه‌آهن باری باریک، پیشنهاد شده بود. با این حال، هیچ کار خاصی انجام نشد.

## قرن بیستم
کانالی بین پچورا و کاما بخشی از طرح «بازسازی ولگا و حوضه آن» بود که در نوامبر ۱۹۳۳ توسط کنفرانس ویژه آکادمی علوم اتحاد جماهیر شوروی تصویب شد. تحقیقات در این راستا توسط هایدوپراجکت، مؤسسه سد و کانال به رهبری سرگئی یاکوولویچ ژوک (روسی: Сергей Яковлевич Жук انجام شد). برخی از نقشه‌های طراحی توسط مؤسسه ژوک بدون تبلیغات زیاد یا کار ساختمانی واقعی تهیه شدند.
طرح کانال در سال ۱۹۶۱ در دوران نخست‌وزیری خروشچف جان تازه‌ای گرفت. اکنون این طرح بخشی از یک طرح بزرگتر برای «معکوس کردن مسیر رودخانه شمالی» بود که شامل پروژه‌های مشابه انحراف آب رودخانه در سیبری نیز می‌شد.

## آزمایش هسته‌ای
برخلاف اکثر بخش‌های دیگر طرح تغییر مسیر رودخانه بزرگ، مسیر پچورا به کاما فقط روی تخته طراحی باقی نماند. این مسیر شاهد کارهای واقعی و میدانی از غیرمعمول‌ترین نوع بود: در ۲۳ مارس ۱۹۷۱، سه بمب هسته‌ای زیرزمینی ۱۵ کیلوتنی در نزدیکی روستای واسیوکوو در منطقه چردینسکی استان پرم منفجر شد که حدود ۱۰۰ کیلومتر (۶۲ مایل) در شمال شهر کراسنویشرسک. این آزمایش هسته‌ای، که با نام تایگا شناخته می‌شود، بخشی از برنامه انفجارهای هسته‌ای صلح‌آمیز شوروی، با هدف نشان دادن امکان استفاده از انفجارهای هسته‌ای برای ساخت کانال انجام شد. این انفجار سه‌گانه دهانه‌ای به عمق بیش از ۶۰۰ متر (۲٬۰۰۰ فوت) ایجاد کرد. طول. بعداً تصمیم گرفته شد که ساخت یک کانال کامل به این روش، با استفاده از صدها بار هسته‌ای، امکان‌پذیر نخواهد بود و استفاده از بار هسته‌ای برای حفر کانال کنار گذاشته شد.
طرح معکوس‌سازی رودخانه شمالی در سال ۱۹۸۶ توسط دولت کاملاً کنار گذاشته شد.

## پیامدهای زیست‌محیطی
انفجارهای تایگا ممکن است از جمله بمب‌هایی باشند که بیشترین سهم از بازده خود را از طریق واکنش‌های همجوشی هسته‌ای تولید کرده‌اند، به طوری که ۹۸٪ از بازده انفجاری ۱۵ کیلوتنی آنها از واکنش‌های همجوشی حاصل شده است، که در مجموع کسر شکافت ۰٫۳ کیلوتن در یک بمب ۱۵ کیلوتنی را نشان می‌دهد. چنین بمب‌هایی به عنوان بمب‌های پاک شناخته می‌شوند، زیرا شکافت هسته‌ای مسئول تولید بارش رادیواکتیو است.
حدود سال ۲۰۰۰، فعالان محیط زیست محلی چندین سفر اکتشافی به دهانه آتشفشان تایگا انجام دادند و با تنها فردی که هنوز در روستای واسیوکوو ساکن بود، ملاقات کردند. نرده‌های اطراف دهانه آتشفشان زنگ زده و فرو ریخته بودند و «دریاچه اتمی» یا «دریاچه هسته‌ای» اکنون یک مکان ماهیگیری محبوب برای ساکنان سایر روستاهای اطراف است، در حالی که سواحل آن به دلیل فراوانی قارچ‌های خوراکی شناخته شده است. این منطقه همچنین توسط افرادی که کابل‌های فلزی و سایر قطعات باقی مانده از آزمایش اصلی را جمع‌آوری می‌کنند تا به شرکت‌های بازیافت فلزات قراضه بفروشند، بازدید می‌شود. فعالان محیط زیست توصیه کردند که به دلیل ادامه رادیواکتیویته باقی مانده، دریاچه دهانه آتشفشان دوباره حصارکشی شود.
آزمایش هسته‌ای سه‌گانه «تایگا»، بخشی از پروژه مقدماتی کانال پچورا-کاما در مارس ۱۹۷۱، مقادیر قابل توجهی کبالت-۶۰ با عمر نسبتاً کوتاه را از لوله‌های فولادی و خاک تولید کرد («منشأ کبالت-۶۰. فعال‌سازی پایدار کبالت، آهن، نیکل (از دستگاه انفجاری و لوله فولادی و از خاک) توسط نوترون‌ها». از سال ۲۰۱۱، این محصول فعال‌سازی نوترونی تولید شده توسط همجوشی، مسئول حدود نیمی از دوز پرتو گاما در محل آزمایش است. پوشش گیاهی فتوسنتزکننده در سراسر دریاچه وجود دارد. یک بررسی تشعشع در سال ۲۰۰۹ از دریاچه و مناطق اطراف آن برای تعیین خطر نسبی منطقه انجام شد، که نشان داد «میزان دوز پرتو گامای خارجی فعلی برای انسان از آلودگی‌های مرتبط با آزمایش «تایگا» بین ۹ تا ۷۰ میکرو سیورت میکرو سیورت در هفته بود». این گزارش همچنین نظارت دوره‌ای بر محل را توصیه کرد. در مقایسه، میزان مواجهه معمول با تشعشعات پس‌زمینه طبیعی حدود ۳ میلی‌سیورت در سال یا ۵۷ میکروسیورت در هفته است.